# Ivrea
Ivrea (francuski: Ivrée, latinski: Eporedia) je grad i općina u pokrajini Torino u Pijemontu, u sjeverozašadnoj Italiji. Nalazi se oko 35 km sjeveroistočno od Torina, na povijesnom putu Via Francigena („Franački put”) koji vodi od regije Valle d'Aosta, na rijeci Dora Baltea i smatra se za središte povijesne pokrajine Canavese koja je poznata po brojnim srednjovjekovnim utvrdama.
Industrijski dio Ivree iz 20. st. je 2018. god. upisan na UNESCO-ov popis mjesta svjetske baštine u Europi kao „primjer socijalnog projekta koji odražava modernu viziju odnosa između industrijske proizvodnje i arhitekture”

## Povijest
Područje Ivree je naseljeno još od neolitika, a Kelti su na njegovom mjestu osnovali svoje selo oko 5. stoljeća pr. Kr. No, prvi put se spominje u povijesnim izvorima kao rimska vojna postaja Eporedia iz 100. pr. Kr. i najvjerojatnije je služila kao stražarnica za invazije rimske vojske preko Alpa.
Nakon pada Zapadnog Rimskog Carstva, Ivrea je postala sjedište vojvodstva pod Langobardima (6. – 8. st.). Franci (9. st.) su ga načinili sjedištem županije, koje je za vrijeme raspada karolinškog Franačkog Carstva, 888. godine postalo Ivrejska marka, granično administrativno područje (marka) na sjeverozapadu srednjovjekovne Kraljevine Italije. Prestala je postojati 1001. godine, nakon razdoblja spora između biskupa Warmunda i Konrada II. koji je odbio imenovati novog grofa. Tada ga zauzima markgrof Arduin koji 1002. postaje Kralj Italije (1002. – 1014.). 
U 12. stoljeću Ivrea je postala slobodnom komunom, no uskoro ju osvaja Fridrik II., car Svetog Rimskog Carstva. Od tada je razlog spora između markgrofovije Montferrat i dinastije Savoj. Gpd. 1356. Ivreu osvaja Amadeo VI. Savojski i izuzevši kratku francusku vlast koncem 16. st., Ivrea je ostala posjed Savojaca do 19. st. Dana 26. svibnja 1800. Napoleon je ušao u grad uspostavivši francusku vlast sve do njegova pada 1814. god.
Tijekom 20. stoljeća Ivrea je postala poznata kao mjesto gdje se proizvode Olivetti pisaći strojevi, kalkulatori i kasnije, računala. God. 1970. oko 90.000 ljudi, uključujući brojne doseljenike iz južne Italije, je živjelo i radilo u Ivrei.
Arduino, otvorena računalna i softverska platforma, je stvorena u Ivrei, a nazvana je po njezinom povijesnom vladaru Arduinu.

## Znamenitosti
- Od rimskog doba sačuvani su ostaci rimskog kazališta iz 1. stoljeća, koji se nalaze zapadno od središta grada, a nekada je mogao primiti 10.000 gledatelja. Stari most (Ponte Vecchio) datira iz 100. god. i vodi do Borghetta. Izvorno izgrađen od drva, obnovljen je od kamena 1716.
- Dvorac Ivree (1357.), sagrađen za vrijeme vladavine Amadeusa VI. Savojskog. Ima četverokutni plan od opeke s četiri okrugla tornja na kutovima. Godine 1676., toranj, koji se koristio kao skladište streljiva, eksplodirao je nakon udara munje. Nikada nije obnovljen. Nekad zatvor, dvorac je danas mjesto za izložbe.
- Katedrala Ivree, koja je nastala na mjestu crkve iz 4. stoljeća na mjestu rimskog hrama. Oko 1000. god. obnovio ju je biskup Warmond u romaničkom stilu. Godine 1785. ponovno je obnovljen u baroknom stilu. Sadašnja neoklasička fasada građena je u 19. stoljeću.
- Industrijski grad Ivrea razvio se kao testno polje za Olivetti, proizvođača pisaćih strojeva, mehaničkih kalkulatora i uredskih računala. Sastoji se od velike tvornice i zgrada namijenjenih službi uprave i socijalnih usluga, kao i stambenih jedinica. Dizajnirali su ga vodeći talijanski urbanisti i arhitekti, uglavnom između 1930. i 1960. godine. Ovaj arhitektonski ansambl odražava ideje „Pokreta Zajednice” (Movimento Comunità).[1] Muzej suvremene arhitekture na otvorenom, koji je inauguriran 2001. godine, predstavlja glavne građevine (nekih vodećih arhitekata toga doba) koje je Olivetti izgradio od pedesetih godina prošlog stoljeća.

## Zbratimljeni gradovi
Ivrea je zbratimljena sa sljedećim gradovima:
- Lüneburg  Njemačka
- Monthey  Švicarska
- Rădăuți  Rumunjska

## Poveznice
- Crespi d'Adda
- Saltaire
- New Lanark